# 石川誠 (フェンシング選手)
石川誠（いしかわ まこと、生年不明）は、日本のフェンシング選手。
1969年の岩手県一関市での全日本フェンシング選手権大会で男子エペ個人で優勝。1974年にはイランのテヘランでのアジア競技大会でも同種目で優勝している。
| スタブアイコン | サブスタブ | この項目は、まだ閲覧者の調べものの参照としては役立たない、スポーツ関係者に関連した書きかけの項目です。この項目を加筆・訂正などしてくださる協力者を求めています（P:スポーツ/PJ:スポーツ人物伝）。 |